# リトルトーキョーライフ
『リトルトーキョーライフ』は、テレビ東京系列にて放送された、Hey! Say! JUMPとジャニーズWESTが、様々なロケを体験するバラエティ番組。前番組『リトルトーキョーライブ』の続編として、2015年7月から放送が始まった。2016年3月までは水曜 23:58 - 翌0:45、4月より2019年9月までは木曜 0:12 - 1:00（水曜深夜）に放送された。

## 概要
Hey! Say! JUMPとジャニーズWESTが交互に週替わりに出演し、視聴者からの疑問をメンバーたちが検証する。前番組『リトルトーキョーライブ』は生放送だったが、本番組はロケ番組（収録放送）である。
2017年3月29日より、「質問道場」をメイン企画としてリニューアル。週替わりのテーマでその道に長けた師範（専門家）に色々な疑問をぶつけ、Hey! Say! JUMPとジャニーズWESTが質問力を磨いていく。師範を唸らせる質問が出来るかが重要となる。
2019年9月26日（25日深夜）の放送をもって終了。後番組はジェイ・ストームが制作に加わっている連続ドラマ枠「ドラマホリック!」（第1弾は「死役所」）。

## 出演者
文字放送のテロップの色は、全員は白。
- Hey!Say!JUMP

（山田涼介・知念侑李・中島裕翔・岡本圭人・有岡大貴・伊野尾慧・髙木雄也・八乙女光・薮宏太）
- ジャニーズWEST

（重岡大毅・桐山照史・中間淳太・神山智洋・藤井流星・濵田崇裕・小瀧望）
- 川島明（麒麟）2017年3月29日～

### アシスタント
- どりやん：川島明（2015年7月1日～2017年3月22日迄）
- テレビ東京アナウンサー
  - Hey!Say!JUMPの出演回
    - 福田典子（2017年3月29日、2017年4月26日）
    - 西野志海（2017年5月10日～2017年11月22日）
    - 繁田美貴（2017年12月6日～）

  - ジャニーズWESTの出演回
    - 福田典子（2017年4月5日～2017年11月22日）
    - 西野志海（2017年6月14日、2017年11月29日、2017年12月13日）
    - 森本智子（2018年1月10日～）
    - 繁田美貴（2018年3月7日、2018年3月21日）

## 番組内容
※放送日はテレビ東京を基準：

### 他の番組とのコラボ企画
- 「YOUは何しに日本へ?にジャニーズYOU達がガチ参戦！汗と涙の超本気コラボだよSP」

2016年11月21日（月）18:55 - 21:00

## エンディング曲
Hey! Say! JUMPの出演回
- 我 I Need You(2015年7月7日 - 2016年4月27日)
- We are 男の子(2016年5月11日 - )

ジャニーズWESTの出演回
- パリピポアンセム(2015年7月1日 - 2016年3月24日)
- 100％ I Love You(2016年4月7日 - )

## スタッフ
- ナレーション：おかなつこ（以前はVTRナレーション）
- 構成：なかじまはじめ、川上テッペイ（なかじま・川上→共に以前は毎週►隔週交代担当）、大西右人、川口夢斗、加藤ゆうた、鈴木悟史、前田弘人
- TD：吉田健吾（一時離脱►復帰）
- カメラ：野瀬一成（野瀬→以前はSW・TD►カメラ►一時離脱、TDの回あり）、吉田和雄（吉田→以前はSW►TD►一時離脱►復帰）、木塚裕紀、古田俊（週替り）
- 映像：小出一貴、田尾温子（週替り）
- 音声：門脇茂誠
- 照明：池田龍司、高柴圭一、曽我秀樹（週替り）
- TK：山田香織
- 美術：小野清菜
- CG：ALEX
- 音効：赤津裕明
- 編集：高橋航介（一時離脱►復帰）
- MA：鈴木公祥
- デスク：出家李紅
- 番宣：佐々木亮（テレビ東京）
- 美術協力：テレビ東京アート
- 技術協力：麻布プラザ、ミックビジョン
- 企画：藤島ジュリーK.
- 協力：ジャニーズ事務所
- AD：原眞美、中島諒二、西宮沙織、川嵜海、加藤大輝（週替り）
- ディレクター：北嶋浩久、古田嶋洋平、池田修大、高須賀奈月、長谷川雄平（長谷川→一時離脱►復帰）、池田竜（週替り）
- AP：小島千明、榎本香里
- 演出：上出遼平（テレビ東京、2019年4月 - ）
- プロデューサー：小野裕之（テレビ東京、途中から）、都志修平（ジャニーズ事務所）（毎週）、石井辰之介、近藤貴彦、鈴木勇棋（週替り）
- チーフプロデューサー：越山進（テレビ東京、2019年7月3日 - ）
- 制作協力：LOGIC ENTERTHINMENT（ロジック・エンターテインメント）/unit、BOマーズ
- 制作著作：テレビ東京

### 過去のスタッフ
- VTRナレーター：服部伴蔵門、豊崎愛生、垂木勉
- 構成：甘楽大輔、田中裕作
- TD：田中寿子、菊地裕介（菊地→以前はSW）、丸山真平、近藤剛史（近藤→以前は技術）、千明裕史、藤本茂樹、山岸慶太郎、田中圭介（田中→以前はTD・カメラ►カメラ►一時離脱、カメラ回あり）、長沼伸明（長沼→以前はTC►一時離脱、映像の回あり）
- SW：藤村太史（一時離脱→復帰）
- カメラ：千明裕史、吉田健吾、丸山真平、徳織雅彦、小張雄三、藤本茂樹、長尾一輝、西村光平、末永尚享、大八木滋、村上岳文、鈴木智昭、高村和隆、風間誠、為末和寛、黒木秀一郎（黒木→以前はSW）、森元俊博、石田和良（石田→一時離脱►復帰）、近藤剛史（近藤→一時離脱►復帰）
- 映像：佐久間元貴、水野暁夫、入江俊之、田中健二、辻源之、杉山博紀、長沼伸明、浦崎二奈、鳥飼雄一、小川圭介（小川→以前は中継）、宮前早智、百崎拓哉、北村宏一、持塚浩司、中山拓、三浦宏一（中山・三浦→共に一時離脱►復帰）
- 音声：永久保仁志、遠藤孝明、松本直人、松岡努、久保田優、湯面由香里、佐藤達也、光山由貴子（湯面・光山→共に一時離脱►復帰）
- 照明：翁美希子、新谷初、井町成広(宏)、藤谷直之、庄司鉄平
- PA：唐松秀弥
- 中継：細井昭宏、佐原和彦
- ITインフラ：鶴岡秀展
- CG技術：太田佳彦
- デジタルプロデュース：TVTOKYOCOMtxcom.jp
- デザイン：ニイルセン
- 編集：阿部公一 (阿部こーいち)、高橋和也、成田博志
- MA：吉田章太、岸本権人、杉山勉
- 音効：小田切暁、浅井孟義、田村夏美
- TK：太田美沙、関井麻衣、梅村咲季
- 番宣：梅山文都 (テレビ東京)
- メイク：山田かつら
- 技術協力：スターコミュニケーションズ、サンフォニックス、マリポーサカンパニー、SWlSH JAPAN、港家、テーク・ワン、ライズカンパニー、ジーリンクスタジオ、DREAE SPACE、パワービジョン、池田屋、Cucumber、テクノマックス
- ロケアドバイス：一般社団法人 日本労働安全衛生コンサルタント会 東京支部
- 車両：lBEX、NASH LOCATlON SERVlCE
- スタイリスト：四方修平、柴田拡美、小田優士、内田あゆみ
- デスク：鈴木美里
- 振付：TADAKO、KlN
- AD：甲斐将之、伊藤孝行、古川智、栗田伊織、根本純、中野成美、毛塚智弘、安里秋乃、高倉亮平、縄巻蘭、中田健士、近藤亜紀、斎藤康平、岡田茉奈美、寺井克徳、田端裕一、石尾葵、神谷留未、菅野秋穂、本田侑大、堀田ひろむ、芝崎綾香、日下部純、宮坂蒼音、浅川智実、中村琴乃、富永あゆり、芦田花恋、相内秀平、納大貴、長谷川光、比山拓海、浄徳智佳
- AD/ディレクター：田辺夏子（回によって担当が変わる）
- ディレクター：加賀義則、海江田裕也／小平英希（テレビ東京）、清水友也、小川剛、畑中真治、原口仁司郎、村田知佳、市葉純一、山崎正幸、石丸達也、牧田亜矢子、新井若菜、武井陽介、今井雄大、河野拓馬、高柳大輔、齋藤裕弘、渡邊麗、平賀知博、筏津英一、本橋啓、帆足誠仁、笹村啓太、峰尾圭一、曽我和隆、原愼吾、山口貴由、永井宏幸、伊藤哲、牛窪真二、市村祐真（市村→以前はAD）
- AP：石田直央、中嶋希理子、田端李紗
- プロデューサー：石井成臣、渡辺大樹、神山祐人、大庭竹修（大庭竹→2016年4月28日 - 2019年6月26日）（共にテレビ東京）／酒井英樹、小川真吾、小野元照、辻村たろう、二ノ宮拓郎（週替り）
- 演出：福本俊二、朝比奈諒、木村健作（共にテレビ東京）
- 総合演出・プロデューサー：佐久間宣行（テレビ東京）
- チーフプロデューサー：関光晴 (テレビ東京)、縄谷太郎（テレビ東京、2016年6月29日 - 2017年2月1日）、櫻井卓也（テレビ東京、2017年2月8日 - 6月28日）、髙野学（テレビ東京、2017年7月5日 - 2019年6月26日）
- 制作協力：Hearts、Bigface、TeIevisioN Field、WHOLEMAN、NET WEB（週替り）

## 放送局
| 放送対象地域  | 放送局         | 系列           | 放送日時                     | 備考       |
| ------------- | -------------- | -------------- | ---------------------------- | ---------- |
| 関東広域圏    | テレビ東京     | テレビ東京系列 | 木曜 0:12 - 1:00（水曜深夜） | 制作局     |
| 北海道        | テレビ北海道   | テレビ東京系列 | 木曜 0:12 - 1:00（水曜深夜） | 同時ネット |
| 愛知県        | テレビ愛知     | テレビ東京系列 | 木曜 0:12 - 1:00（水曜深夜） | 同時ネット |
| 大阪府        | テレビ大阪     | テレビ東京系列 | 木曜 0:12 - 1:00（水曜深夜） | 同時ネット |
| 岡山県 香川県 | テレビせとうち | テレビ東京系列 | 木曜 0:12 - 1:00（水曜深夜） | 同時ネット |
| 福岡県        | TVQ九州放送    | テレビ東京系列 | 木曜 0:12 - 1:00（水曜深夜） | 同時ネット |
| 和歌山県      | テレビ和歌山   | 独立局         | 木曜 0:12 - 1:00（水曜深夜） | 同時ネット |
| 滋賀県        | びわ湖放送     | 独立局         | 水曜 23:58 - 翌0:45          | 遅れネット |